# Филиппинская фондовая биржа
Филиппи́нская фо́ндовая би́ржа (англ. Philippine Stock Exchange) — единственная фондовая биржа на Филиппинах, а также одна из главных бирж в Юго-Восточной Азии. Биржа имеет две площадки торговли ценными бумагами — одна из них находится в городе Макати, а другая в здании штаб-квартиры в городе Пасиг.
Биржа входит в Федерацию фондовых бирж Азии и Океании. 

## История
Биржа была образована путём объединения двух бирж, Манильской фондовой биржи и Фондовой биржи Макати. Причём, эти две биржи торговали одними и теми же ценными бумагами, но существовали раздельно, вплоть до 23 декабря 1992 года, когда две биржи объявили о слиянии в ныне существующую Филиппинскую фондовую биржу.